# Jan Klemens Branicki (marszałek nadworny koronny)
Jan Klemens Branicki (ur. ok. 1624, zm. 9 marca 1673 roku) – hrabia z Ruszczy, podstoli wielki koronny od 1658, stolnik wielki koronny od 1660, marszałek nadworny koronny od 1662, marszałek Trybunału Głównego Koronnego w 1661 roku, starosta chęciński w latach 1652-1664, sądecki w latach 1664-1670, stopnicki w 1664 roku, bielski, brański, ratneński w 1665 roku i krośnieński. 
Ojciec Stefana Mikołaja Branickiego.
Dzięki małżeństwu z córką hetmana Stefana Czarnieckiego - Aleksandrą  objął we władanie (wniesiony w wianie) Białystok i starostwo tykocińskie na Podlasiu.
Poseł na sejm 1655 roku z województwa sandomierskiego. Był posłem na sejm 1661 roku z województwa sandomierskiego. Na sejmie abdykacyjnym 16 września 1668 roku podpisał akt potwierdzający abdykację Jana II Kazimierza Wazy. Po abdykacji Jana II Kazimierza Wazy w 1668 roku, popierał do polskiej korony kandydaturę carewicza Fiodora. W czasie elekcji 1669 roku został sędzią generalnego sądu kapturowego. Był elektorem Michała Korybuta Wiśniowieckiego w 1669 roku z województwa sandomierskiego, podpisał jego pacta conventa. 